# Mary Lowe Good
Mary Lowe Good (Grapevine, 20 de junho de 1931 – Little Rock, 20 de novembro de 2019) foi uma cientista química estadunidense. Good morreu em Little Rock, Arkansas, no dia 20 de novembro de 2019, aos 88 anos.

## Prêmios e condecorações
- 1973 Medalha Garvan–Olin
- 1983 Medalha de Ouro do American Institute of Chemists
- 1996 Medalha Glenn T. Seaborg
- 1997 Medalha Priestley
- 2004 Prêmio Vannevar Bush